# Lista de uales do Alandalus
Segue-se uma lista dos uales do Alandalus (Península Ibérica) dependentes do Califado Omíada de Damasco de 714 a 756.
- Abdalazize ibne Muça (714–716)[1][2]
- Aiube ibne Habibe Aláquemi (716)[2]
- Alhor ibne Abderramão Atacafi (716–718)[3]
- Açame ibne Maleque Alcaulani (718–720)[4]
- Abderramão ibne Abedalá Algafequi - interino (720)[5]
- Ambaçá ibne Suaime Alcalbi (720–725)[5]
- Udra ibne Abedalá Alfiri (725)[5]
- Iáia ibne Salama Alcalbi (725–728)[5]
- Hudaifa ibne Alauas Alcaici (728)[5]
- Otomão ibne Abi Niça Alcatami (728–729)[5]
- Alhaitame ibne Ubaide Alquilabi (729)[5]
- Maomé ibne Abedalá Alaxjai (729–730)[5]
- Abderramão ibne Abedalá Algafequi 2.ª vez (730–732)[5]
- Abedal Maleque ibne Catane Alfiri (732–734) 1.ª vez [5]
- Uqueba ibne Alhajaje Açaluli (734–740)[5]
- Abedal Maleque ibne Catane Alfiri 2.ª vez (740)[5]
- Balje ibne Bixer Alcoxairi (741)[5]
- Talaba ibne Salama Alamili (741–742)[5]
- Abu Alcatar Alhuçame ibne Dirar Alcalbi (742–743)[5]
- Tuaba ibne Salama Aljudami (744–746)[5]
- Abderramão ibne Catir Alami (746)[5]
- Iúçufe ibne Abderramão Alfiri (746–756)[5]